# Capella del Coll de Parpers
La Capella del Coll de Parpers es troba al Parc de la Serralada Litoral, concretament a la Roca del Vallès (el Vallès Oriental).

## Descripció
Inicialment s'anomenava Capilla de Cristo Rey, ja que es va construir sota aquesta invocació el 1941 en recordança de la molta gent del Maresme que allà va ésser afusellada durant la darrera Guerra Civil Espanyola. Amb l'adveniment de l'actual període polític, va ser rebatejada en honor de tots els morts tant d'una banda com de l'altra (així consta en un rètol damunt del portal).
Aquesta petita construcció defuig l'estètica convencional de les capelles i més aviat recorda l'entrada d'una caserna. L'impulsor de la idea va ser el rector de la Roca del Vallès (Eudald Dachs) i van sufragar-ne les despeses els ajuntaments de la rodalia. Davant de la porta hi ha dues fileres de cinc bancs cadascuna per als assistents a la missa, la qual se celebrava cada any el segon diumenge de maig.
Actualment està en desús i no s'hi fan celebracions eucarístiques. Sembla que la capella es va popularitzar a causa d'un reportatge de TV3, fet que va conduir a l'Ajuntament de la Roca del Vallès a forçar un canvi de nom i de dedicació. Fins a aquell moment estava en perfecte estat i això podria haver estat la causa de l'abandonament.

## Accés
És ubicada a la Roca del Vallès: al Coll de Parpers, C-1415c entre Argentona i la Roca del Vallès (a l'inici de la pista que duu a la urbanització Sant Carles). Quatre xiprers ens indiquen el punt exacte. Coordenades: x=447159 y=4603791 z=298.